# Erna Kelm

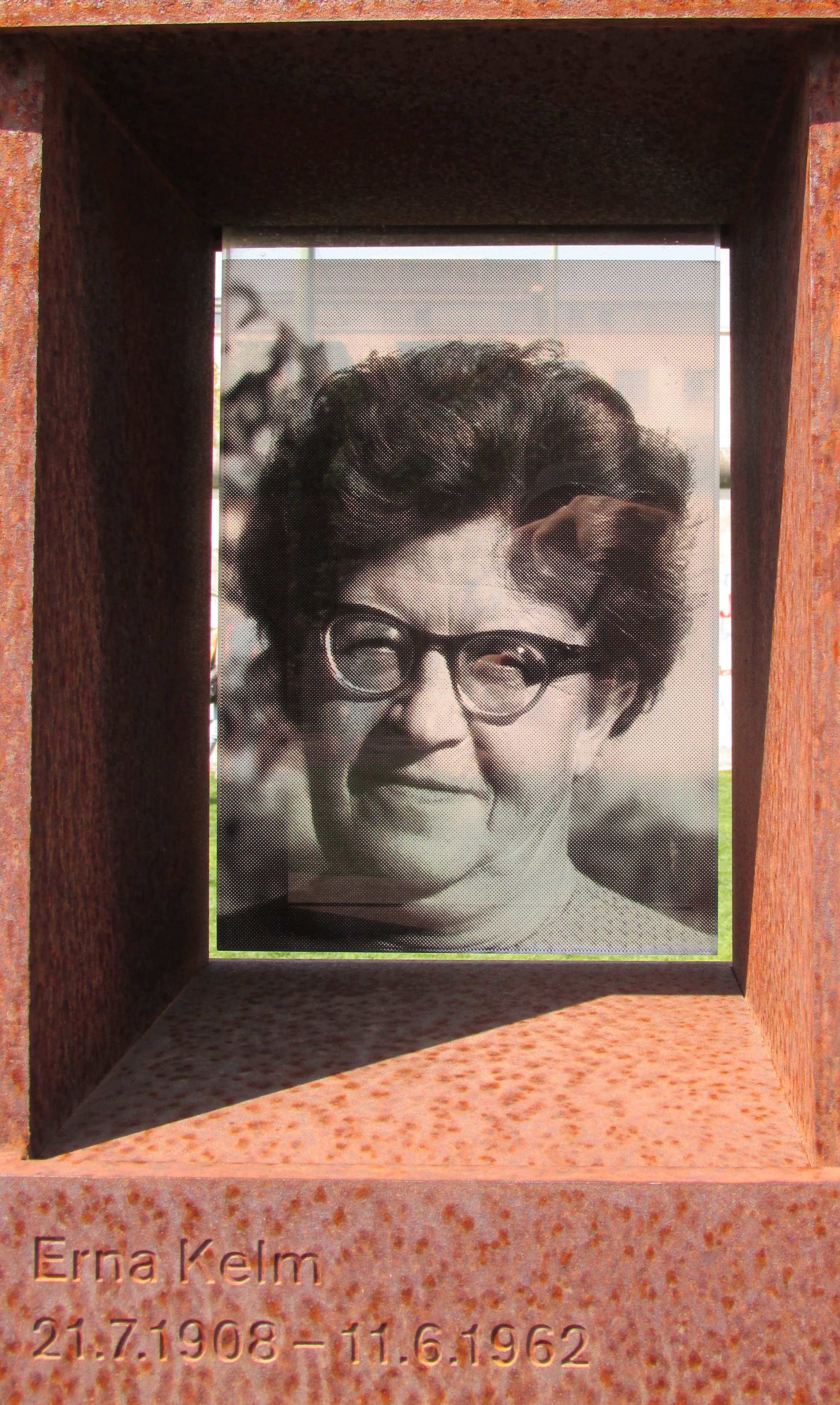
Erna Kelm w „Oknie pamięci” w Gedenkstätte Berliner Mauer

Erna Kelm (ur. 21 lipca 1908 we Frankfurcie nad Odrą, zm. 11 czerwca 1962 w Berlinie) – ofiara śmiertelna Muru Berlińskiego zmarła na skutek utonięcia podczas próby ucieczki do Berlina Zachodniego.

## Życiorys
Urodzona w 1908 r. Erna Kelm miała co najmniej dwójkę dzieci. W 1947 r., w wieku 39 lat wyjechała bez zezwolenia z Poczdamu do Lubeki, gdzie podjęła pracę jako pielęgniarka. Rok później przeniosła się do Berlina Zachodniego, znajdując podobne zatrudnienie w jednym z tamtejszych domów dziecka.
W związku z częstymi wizytami u mieszkających w Poczdamie dzieci wzbudziła podejrzenia władz, zarzucających współpracę z obcym wywiadem, co doprowadziło w grudniu 1953 r. do przesłuchania. Ostatecznie przeniosła się do Poczdamu, gdzie piastowała funkcję kierowniczą w jednym z domów opieki.

## Okoliczności śmierci
Dryfujące w wodach Haweli zwłoki Erny Kelm znalazł rankiem 11 czerwca 1962 r. w okolicach dzielnicy Zehlendorf jeden z wędkarzy. W miejscu tym granica przebiegała przez środek rzeki, oddzielając Poczdam od Berlina Zachodniego. Ofiara miała na sobie pas pływacki oraz zawinięte w wodoszczelny worek dokumenty. Dochodzenie zachodnioberlińskiej policji wykazało, iż ta utonęła podczas próby ucieczki bez jakichkolwiek innych okoliczności towarzyszących. Na wniosek krewnych zwłoki zostały przywiezione do Poczdamu. Prasa zachodnioberlińska poinformowała o śmierci Erny Kelm, która w związku z ówczesnym położeniem politycznym przeszła praktycznie bez echa. Nazwisko ofiary zostało jednak wpisane na oficjalną listę ofiar śmiertelnych Muru Berlińskiego, wymieniono je także w specjalnej broszurze ministerstwa do spraw ogólnoniemieckich, wydanej z okazji pierwszej rocznicy wybudowania muru.